# Système de management de la continuité d'activité
Un système de management de la continuité d'activité (SMCA) est un système de gestion des risques qui regroupe le plan de continuité d'activité et le plan de reprise d'activité. Il est normalisé par la norme ISO 22301.